# 20081 Оккіаліні
20081 Оккіаліні (20081 Occhialini) — астероїд головного поясу, відкритий 12 березня 1994 року.
Тіссеранів параметр щодо Юпітера — 3,476.
Названо на честь італійського фізика Джузеппе Оккіаліні